# 顾芗
顾芗（1953年—），江苏苏州人，中国滑稽戏表演艺术家，中国戏剧梅花奖“梅花大奖”获得者，现任江苏省戏剧家协会副主席。